# Cooper Cronk

a Compétitions nationales et continentales officielles uniquement.

b Matchs officiels uniquement.
Cooper Cronk, né le 5 décembre 1983 à Brisbane (Australie), est un joueur de rugby à XIII australien évoluant au poste de demi de mêlée dans les années 2000 et 2010. Il a évolué toute sa carrière au Storm du Melbourne avec lequel il a remporté la National Rugby League (2012) et le World Club Challenge (2013) et fut désigné à deux reprises meilleur joueur de NRL en 2013 et 2016. Avec la sélection du Queensland, il a remporté six éditions du State of Origin.
Il a également connu de nombreux succès sur le plan international avec l'Australie puisqu'il remporte la Coupe du monde en 2013 et le Tournoi des Quatre Nations (2009 et 2011).

## Biographie
Formé aux deux rugbys, il décide en 2001 à l'âge de dix-sept ans de rejoindre le rugby à XIII en étant sélectionné dans les équipes du Queensland et d'Australie junior. Il joue avec l'équipe réserve du Storm de Melbourne les Norths Devils dans l'anti-chambre de la National Rugby League.
Il fait ses débuts en National Rugby League lors de la saison 2004 avec Melbourne et devient rapidement titulaire au poste de demi d'ouverture puis de demi de mêlée.

## Palmarès
- Collectif :
  - Vainqueur de la Coupe du monde : 2013 et 2017 (Australie).
  - Vainqueur du Tournoi des Quatre Nations : 2009, 2011 et 2016 (Australie).
  - Vainqueur du World Club Challenge : 2013 (Storm de Melbourne) et 2019 (Sydney Roosters).
  - Vainqueur du State of Origin : 2010, 2011, 2012, 2013, 2015 et 2016 (Queensland).
  - Vainqueur de la National Rugby League : 2012, 2017 (Storm de Melbourne), 2018 et 2019 (Sydney Roosters).
  - Finaliste du Tournoi des Quatre Nations : 2010 et 2014 (Australie).

- Individuel :
  - Élu Golden Boot  : 2016.
  - Élu meilleur joueur de la National Rugby League : 2013 et 2016 (Storm de Melbourne).
  - Élu meilleur demi de mêlée  de la National Rugby League : 2006, 2011, 2012, 2013 et 2016 (Storm de Melbourne).

## En club
| Saison | Club            | Compétition           | Matchs | Points | Essais | Buts | Drop |
| ------ | --------------- | --------------------- | ------ | ------ | ------ | ---- | ---- |
| 2004   | Melbourne Storm | National Rugby League | 13     | 16     | 4      | 0    | 0    |
| 2005   | Melbourne Storm | National Rugby League | 20     | 16     | 4      | 0    | 0    |
| 2006   | Melbourne Storm | National Rugby League | 27     | 29     | 7      | 0    | 1    |
| 2007   | Melbourne Storm | National Rugby League | 25     | 33     | 8      | 0    | 1    |
| 2008   | Melbourne Storm | National Rugby League | 28     | 20     | 4      | 1    | 2    |
| 2009   | Melbourne Storm | National Rugby League | 27     | 32     | 8      | 0    | 0    |
| 2010   | Melbourne Storm | National Rugby League | 21     | 13     | 3      | 0    | 1    |
| 2011   | Melbourne Storm | National Rugby League | 23     | 50     | 12     | 0    | 2    |
| 2012   | Melbourne Storm | National Rugby League | 26     | 41     | 10     | 0    | 1    |
| 2013   | Melbourne Storm | National Rugby League | 23     | 19     | 4      | 0    | 3    |
| 2014   | Melbourne Storm | National Rugby League | 19     | 23     | 5      | 0    | 3    |
| 2015   | Melbourne Storm | National Rugby League | 23     | 23     | 5      | 0    | 3    |
| 2016   | Melbourne Storm | National Rugby League | 26     | 51     | 12     | 0    | 3    |
| 2017   | Melbourne Storm | National Rugby League | 22     | 24     | 6      | 0    | 0    |
| 2018   | Sydney Roosters | National Rugby League | 24     | 21     | 5      | 0    | 1    |
| Total  | Total           | Total                 | 347    | 411    | 97     | 1    | 21   |